# Antonio Rossi
Antonio Rossi (ur. 19 grudnia 1968 w Lecco) – włoski kajakarz, wielokrotny medalista olimpijski.

## Kariera
Pierwszy medal – brązowy – zdobył w Barcelonie, a jego partnerem był Bruno Dreossi. Były to jego pierwsze igrzyska. W Atlancie zwyciężył w jedynkach w wyścigu na 500 metrów oraz na dwukrotnie dłuższym dystansie - wspólnie z Daniele Scarpa - w dwójkach. Cztery lata później ponownie został mistrzem olimpijskim w dwójce (z Beniamino Bonomim). Ta sama para w Atenach zajęła drugie miejsce. Stawał na podium mistrzostw świata (m.in. złoto w dwójce w 1995, 1997 i 1998). Podczas igrzysk w Pekinie (2008) niósł włoską flagę podczas ceremonii otwarcia.